# Hans Jürgen Böhmer

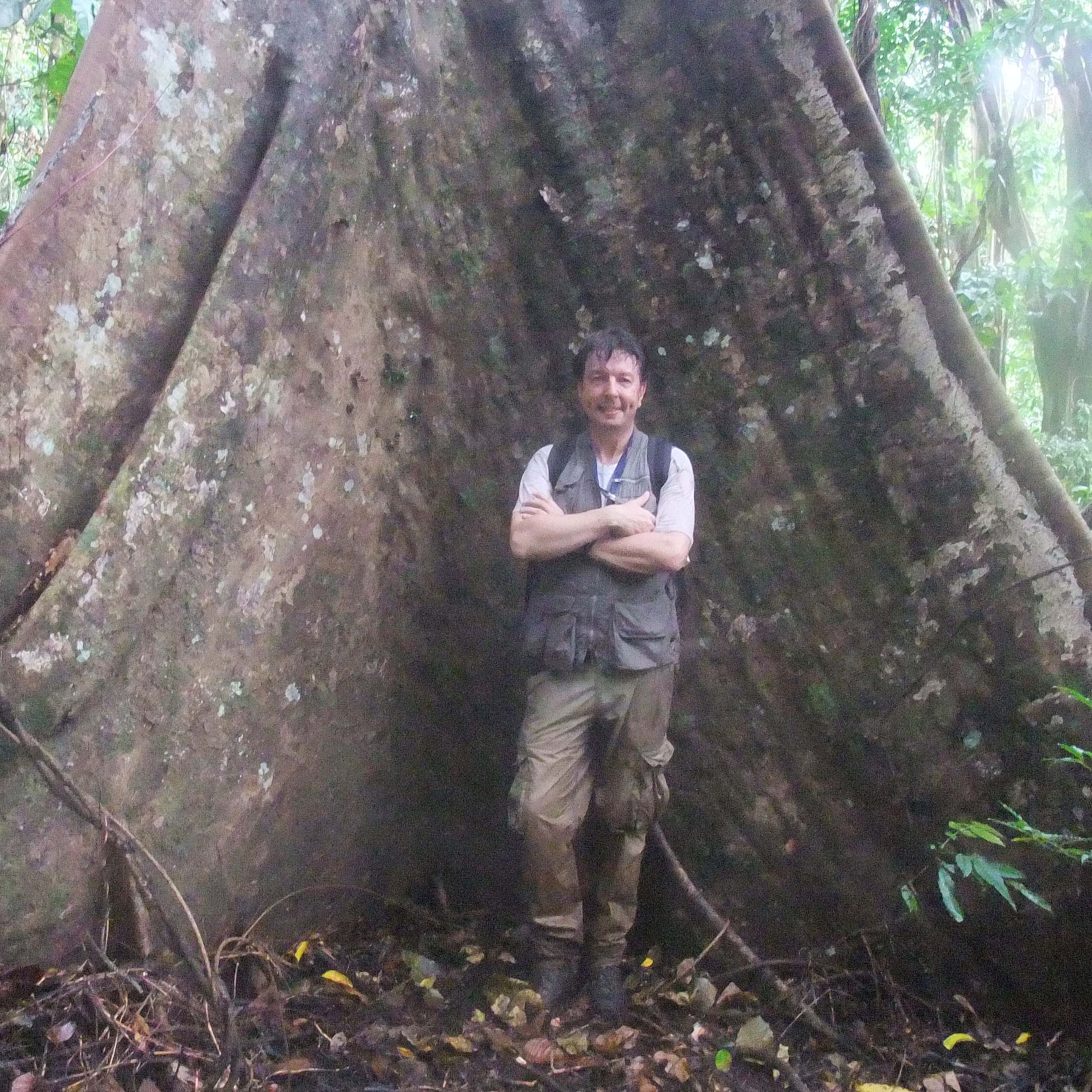
Hans Jürgen Böhmer

Hans Jürgen Böhmer (* 1967 in Pegnitz) ist ein deutscher Professor, Vegetations- und Landschaftsökologe.

## Leben
Böhmer war bereits als Schüler an Projekten zur Erhaltung von Ökosystemen beteiligt, u. a. 1985 im Rahmen des geplanten Ausbaus des Main-Donau-Kanals. Er studierte zunächst Geographie, Politikwissenschaft und Kommunikationswissenschaften an der Otto-Friedrich-Universität Bamberg, nach dem Vordiplom Geographie, Biologie und Geologie an der Friedrich-Alexander-Universität Erlangen-Nürnberg.
In Erlangen schloss er 1998 seine Promotion zum Thema „Vegetationsdynamik im Hochgebirge unter dem Einfluss natürlicher Störungen“ im Rahmen des von der Deutschen Forschungsgemeinschaft (DFG) geförderten Projektes „Mosaik-Zyklus-Modelle hochdynamischer Pflanzengemeinschaften des Alpenraumes“ ab, anschließend wechselte er als Habilitand in die Abteilung Landschaftsökologie des Departments für Ökologie der Technischen Universität München.
Von 2001 bis 2003 erhielt er ein Habilitationsstipendium der Deutschen Forschungsgemeinschaft für das Projekt „Dynamik und Invasibilität des montanen Bergregenwaldes auf der Insel Hawaii“ und arbeitete in dieser Zeit als Post-Doktorand bei Dieter Mueller-Dombois am Department of Botany der University of Hawaii at Manoa sowie 2002–2003 als Affiliate Faculty an der University of Hawaii at Hilo. Im Anschluss war er Stipendiat am Department Naturschutzforschung des Helmholtz-Zentrums für Umweltforschung – UFZ in Leipzig.
Ab Wintersemester 2004 hat er die neu geschaffene Professur für Vegetationsgeographie an der Universität Bonn vertreten und aufgebaut. 2006 folgte seine Habilitation im Fach Landschaftsökologie an der TU München über die Langzeitdynamik tropischer Bergregenwälder im Pazifikraum mit nachfolgender Ernennung zum Privatdozent am Department of Ecology and Ecosystem Management der TU München. Von 2006 bis 2014 war er zudem Managing Director des Interdisziplinären Lateinamerikazentrums (ILZ), einer zentralen wissenschaftlichen Einrichtung der Universität Bonn. Er war Mitinitiator des seit 2010 vom Bundesministerium für Bildung und Forschung (BMBF) mit mehreren Millionen Euro geförderten „Kompetenznetz Lateinamerika“.
2014 folgte Böhmer einem Ruf auf den Lehrstuhl für Biogeographie am Institut für Geographie, Erdwissenschaften und Umwelt (School of Geography, Earth Science and Environment, SGESE) der University of the South Pacific (USP). 2015 bis 2017 war er Direktor (Head of School) dieses Instituts.
Böhmer äußerte wiederholt Zweifel an der Aussagekraft prognostischer Modelle zum Verhalten von Pflanzenarten im Klimawandel. Er war Mitglied der Arbeitsgruppe „Agiculture and Forestry“ des Pacific Island Development Forum (PIDF) zur Vorbereitung der UN-Klimakonferenz in Paris 2015 (COP21) und ist Editor der internationalen Fachzeitschrift Endangered Species Research (ESR).
Seit 2022 hat Böhmer die Professur für Geobotanik an der Universität Hannover inne.
2022 wurde Böhmer aufgrund seiner wissenschaftlichen Leistungen zum ordentlichen Mitglied der Naturwissenschaftlichen Klasse der Sudetendeutschen Akademie der Wissenschaften und Künste berufen.

## Veröffentlichungen (Auswahl)
- Vegetationsdynamik im Hochgebirge unter dem Einfluß natürlicher Störungen. Dissertationes Botanicae. 311. 180 S., Berlin/Stuttgart. (1999)
- Case Studies on Alien Species in Germany. Robinia pseudoacacia, Reynoutria japonica, Senecio inaequidens, Dreissena polymorpha, Ondatra zibethicus, Mustela vison. UBA-Texte 13/01 (= Forschungsbericht 363 01 026). 126 S., Berlin. (2001)
- Biologische Invasionen – lokales Problem oder globale Herausforderung?. - Natur und Landschaft 83 (9/10): 394-398. (2008)
- Die neue Vegetationsdynamik pazifischer Wälder. Wie Klimaextreme und biologische Invasionen Inselökosysteme verändern. - Geographische Rundschau 61 (4): 32-37. (2009, mit Corina Niemand)
- Vulnerability of tropical montane rain forest ecosystems due to climate change. In: Brauch, Hans Günter; Oswald Spring, Ú.; C. Mesjasz, J. Grin, P. Kameri-Mbote, B. Chourou, P. Dunay, J. Birkmann (eds.): Coping with Global Environmental Change, Disasters and Security – Threats, Challenges, Vulnerabilities and Risks. Hexagon Series on Human and Environmental Security and Peace, vol. 5., 789-802. Berlin – Heidelberg – New York: Springer-Verlag (2011)
- Biologische Invasionen – Muster, Prozesse und Mechanismen der Bioglobalisierung. - Geographische Rundschau 63 (3): 4-10 (Themenheft „Biologische Invasionen“) (2011)